# Bithia geniculata
Bithia geniculata är en tvåvingeart som först beskrevs av Zetterstedt 1844.  Bithia geniculata ingår i släktet Bithia och familjen parasitflugor. Arten är reproducerande i Sverige. Inga underarter finns listade i Catalogue of Life.